# Offendorf
Offendorf es una localidad y comuna francesa, situada en el departamento de Bajo Rin en la región de Alsacia. 

## Demografía
| 1664 | 1829 | 1790 | 1734 | 1640 | 1886 |
| Para los censos de 1962 a 1999 la población legal corresponde a la población sin duplicidades (Fuente: INSEE [Consultar]) |      |      |      |      |      |